# Торальф Стремстад
Торальф Стремстад (норв. Thoralf Strømstad; 13 січня 1897 року, Берум — 10 січня 1984 року, Осло) — норвезький двоборець і лижник, дворазовий призер Олімпійських ігор. Старший брат гірськолижниці Нори Стремстад.

## Кар'єра
У 1916 він переміг у лижному двоборстві на Голменколленському лижному фестивалі. У 1919 та 1923 роках ставав чемпіоном Норвегії у лижному двоборстві та перегонах на 30 км відповідно. У 1923 році він отримав Медаль Голменколлена.
На Олімпійських іграх 1924 року в Шамоні виступав у лижних перегонах і двоборстві. У двоборстві завоював срібну медаль, на 0,687 бала поступившись переможцю, своєму партнеру по команді, Торлейфу Геугу і на 0,367 бала обійшовши іншого свого співвітчизника Йогана Греттумсбротена. У лижних перегонах виступав лише у перегонах на 50 км, де повністю повторився п'єдестал пошани змагань у двоборстві, Стремстад і тут став другим програвши Торлейфу Геугу і випередивши Йохана Греттумсбротена.
Торальф Стремстад майже через 40 років після Олімпіади звернувся до дослідника Якоба Вога, стверджуючи, що Торлейфу Геугу помилково присвоїли бронзову медаль у стрибках з трампліна. Якоб Вог виявив помилку у суддівських протоколах, в результаті чого Геуг став четвертим, а бронзовим медалістом став американець норвезького походження Андерс Гауген. Бронзова медаль була передана 86-річному Гаугену, дочкою Геуга (так як сам Геуг до того часу був давно мертвий) 12 вересня 1974 року на спеціально організованої церемонії в Осло.